# 鳝藤属
鳝藤属（学名：Anodendron）是夹竹桃科下的一个属，为攀援状灌木植物。该属共有18种，分布于斯里兰卡、印度、越南和马来西亚。